# Keros-Syros-Kultur
Die Keros-Syros-Kultur ist eine frühe bronzezeitliche Kultur auf der griechischen Inselgruppe der Kykladen. Sie wird von Archäologen in die Zeit zwischen 2700 v. Chr. und 2300 v. Chr. datiert und gilt in der Chronologie der Kykladenkultur als Leitkultur der Periode II der frühkykladischen Zeit. Obwohl nach den Inseln Keros und Sýros benannt, liegen die besterhaltenen Siedlungsfunde der Epoche auf den benachbarten Inseln Kea und Ios.
Die Menschen der Zeit lebten in einem gewissen Wohlstand. In diese Epoche fällt der Höhepunkt der Produktion von Kykladenidolen, nur aus der Keros-Syros-Kultur sind Idole bekannt, die von der religiös gedeuteten Grundform abweichen und alltagsnähere Formen einnehmen. Darunter fallen insbesondere Musiker auf.

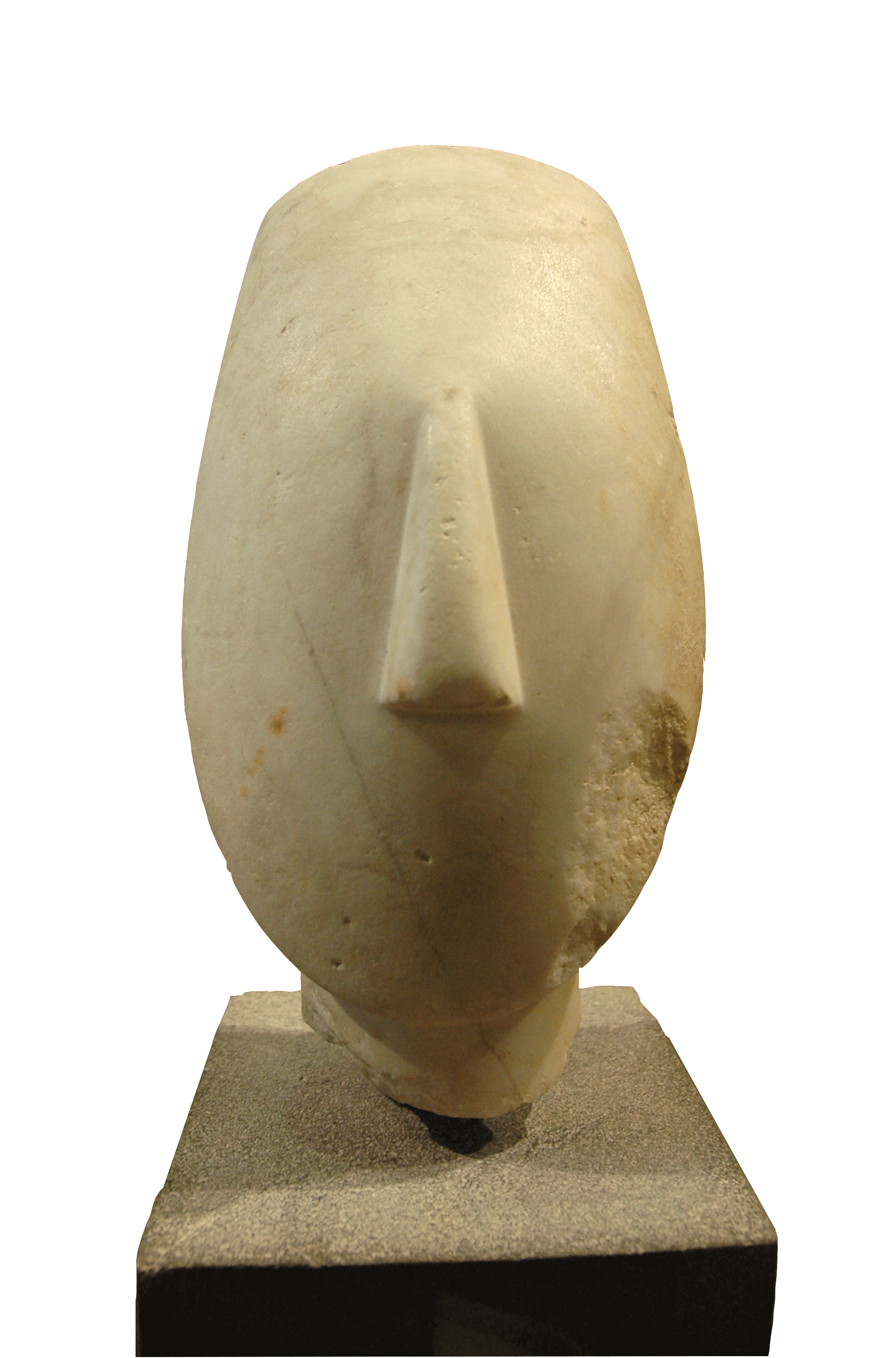
Fast lebensgroßer Kopf eines Kykladenidols, Louvre, Paris

## Siedlungen der Keros-Syros-Kultur
Während vorherige Kulturen der Kykladen nur aus einem oder wenigen Siedlungsstandorten bekannt sind, ist die Keros-Syros-Kultur erstmals auf einer Vielzahl von Inseln nachweisbar. Aus dieser Fundsituation wird auf ein starkes Bevölkerungswachstum geschlossen. Die Homogenität der Keramiken deutet auf intensiven Austausch zwischen den Inseln und mit benachbarten Gebieten hin.
Siedlungen und Gebäude der frühkykladischen Periode II wurden bisher gefunden in
- Agia Irini auf Kea, 1 ha
- Skarkos auf Ios, 1,1 ha
- Daskaleio Kavos auf Keros und Daskalio, zusammen 1 ha
- verstreute Hausgruppen auf Milos und
- nur der Friedhof, jedoch nicht die zugehörige Siedlung von Chalandriani auf Syros.

Die Formen der Siedlungen passten sich den örtlichen Gegebenheiten an. Während in Agia Irini und in Skarkos ein dörflicher Siedlungskern gefunden wurde, siedelten die Bewohner von Milos in der Zeit in weit verstreuter Form mit jeweils nur einer Familie in wenigen Räumen. Die erstgenannten Siedlungen liegen auf begrenztem Raum einer kleinen Halbinsel, beziehungsweise einer Felskuppe, die sich durch ihre strategisch attraktive Lage auszeichnen, während sich letztere über einen flachen Küstenstreifen hinziehen, der keine herausragenden Merkmale aufweist.
Zu jeder Siedlung, auch den einzelnen Gebäudegruppen, gehört ein Friedhof in unmittelbarer Nachbarschaft. Aus der Zahl der Gräber lässt sich erschließen, dass die dörflichen Ortschaften über längere Zeit bewohnt waren, während die Streusiedlungen zumeist nur für wenige Generationen genutzt wurden, bevor sie aus unbekannten Gründen aufgegeben wurden.

## Bauwerke
In der Nachfolge der Grotta-Pelos-Kultur am Anfang der frühkykladischen Zeit entwickelten die Bewohner der Kykladen ihre handwerklichen Fähigkeiten. Die der Keros-Syros-Kultur zugeordneten archäologischen Schichten bestehen aus wesentlich akkurater ausgeführtem Mauerwerk als ihre Vorgänger.
Die Gebäude bestehen aus wenigen rechteckigen Räumen, nur in Skarkos sind Mauern von mehr als drei Metern Höhe erhalten, die darauf hindeuten, dass zumindest einige Häuser zwei Stockwerke aufwiesen.
Die Gräber sind nahezu identisch mit denen der vorangegangenen Grotta-Pelos-Kultur. Sie sind von niedrigen Trockensteinmauern umgeben, zumeist rechteckig und in wenigen Fällen nahezu perfekt rund. Seltener als bei den Vorgängern kommen Mehrfachbestattungen vor. Auf dem größten bislang gefundenen Friedhof von Chalandriani liegen in nur zehn der fast 600 Gräber zwei Leichname.

## Archäologische Funde
Die Keros-Syros-Kultur unterscheidet sich deutlich von ihrem Vorgänger im Stil der Keramiken. Erstmals kamen Gefäße aus hellgebranntem Ton auf, die in dunklen Farben mit geometrischen Mustern verziert wurden. Der Austausch mit den Kulturen des Festlandes zeigt sich in der Übernahme der Technik, einige Schalen mit einem vollständigen dunklen Überzug zu versehen. Daneben bleiben weiterhin Gefäße aus dunkel gebranntem Ton in Gebrauch.
Neben der Bemalung mit geometrischen Mustern werden in dieser Epoche erstmals Stempel zur Verzierung der Keramiken verwendet. Ihre Formen reichen von Dreiecken über konzentrische Kreise bis zu Spiralen.
Typischen Formen der Gefäße sind länglich-ovale Schalen („Saucenschalen“), runde Deckelschalen („Pyxis“), flache Schalen, die an Bratpfannen erinnern, und Krüge mit Ausguss. Einige wenige flache „Bratpfannen“ sind als einzige Keramiken auf der Außenseite mit figürlichen Darstellungen bemalt. Erhalten sind Sonnenmotive, Schiffe, Fische und weibliche Genitalien. Als mögliche Verwendungen werden eine Bespannung mit Fell als Trommel oder die Funktion als Spiegel, mit Wasser gefüllt diskutiert. Auffallend ist die hohe Zahl an Schalen mit einem hohlen Fuß. Da sie keine spezielle Funktion erfüllen, muss man davon ausgehen, dass diese Form aus rein ästhetischen Gründen beliebt war.
Häufiger als früher wurden Schalen und Gefäße – mit und ohne Fuß – aus Marmor verwendet. Auch sie gelten als Luxusgüter und weisen auf einen gewissen Wohlstand hin, da der Aufwand wesentlich größer ist, eine Schale aus Stein herauszuarbeiten, als sie in Ton zu formen. Einige Miniaturschalen sind aus verschiedenen grünlichen Schmucksteinen geschnitten. Sie weisen gelegentlich die Form von Bauwerken auf. Ob sie einen Gebrauch über eine rein dekorative Funktion hatten, ist unbekannt.

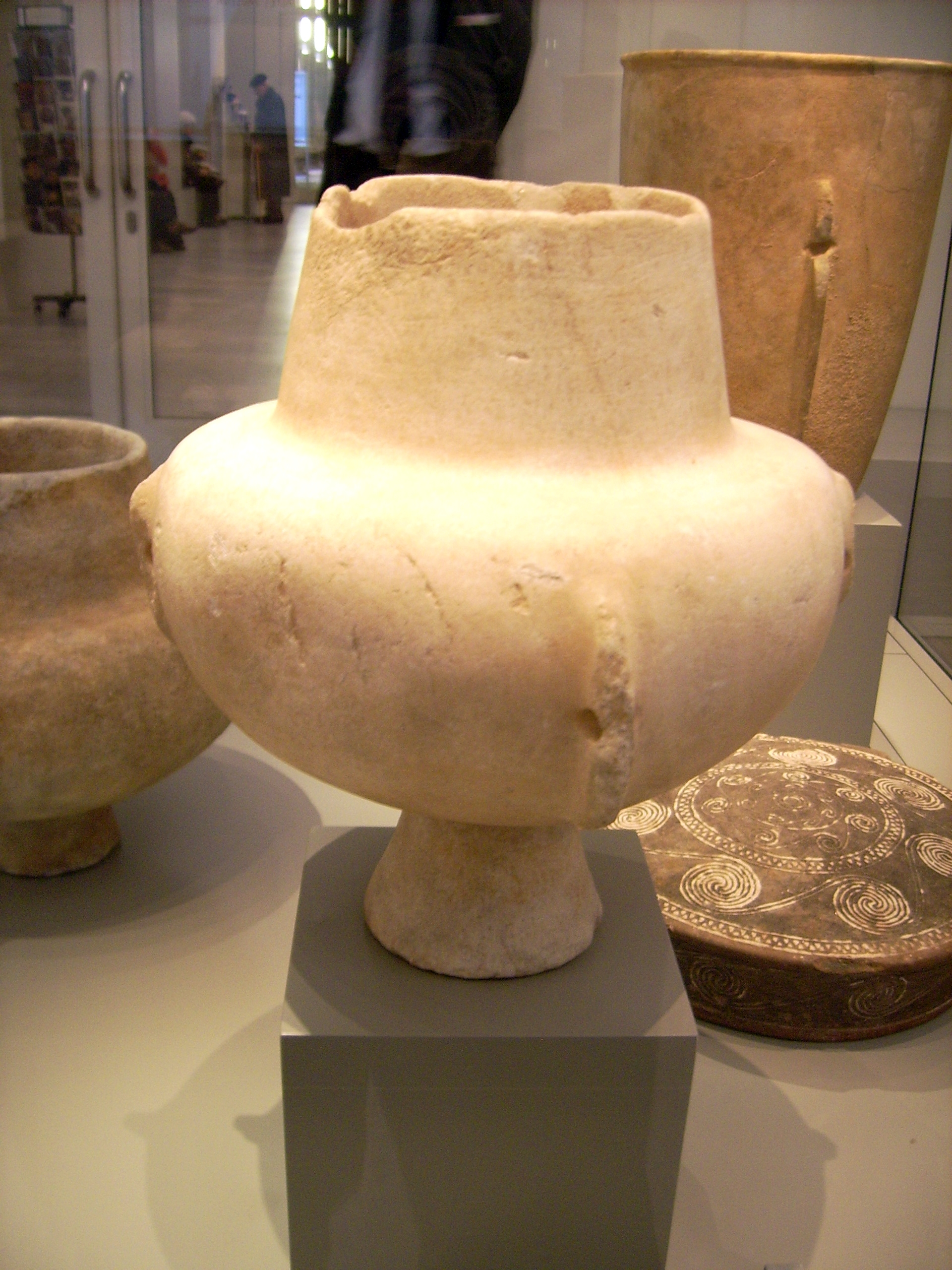
Marmorgefäß mit Ösenrippen und weit ausladendem Körper, Altes Museum: Antikensammlung Berlin
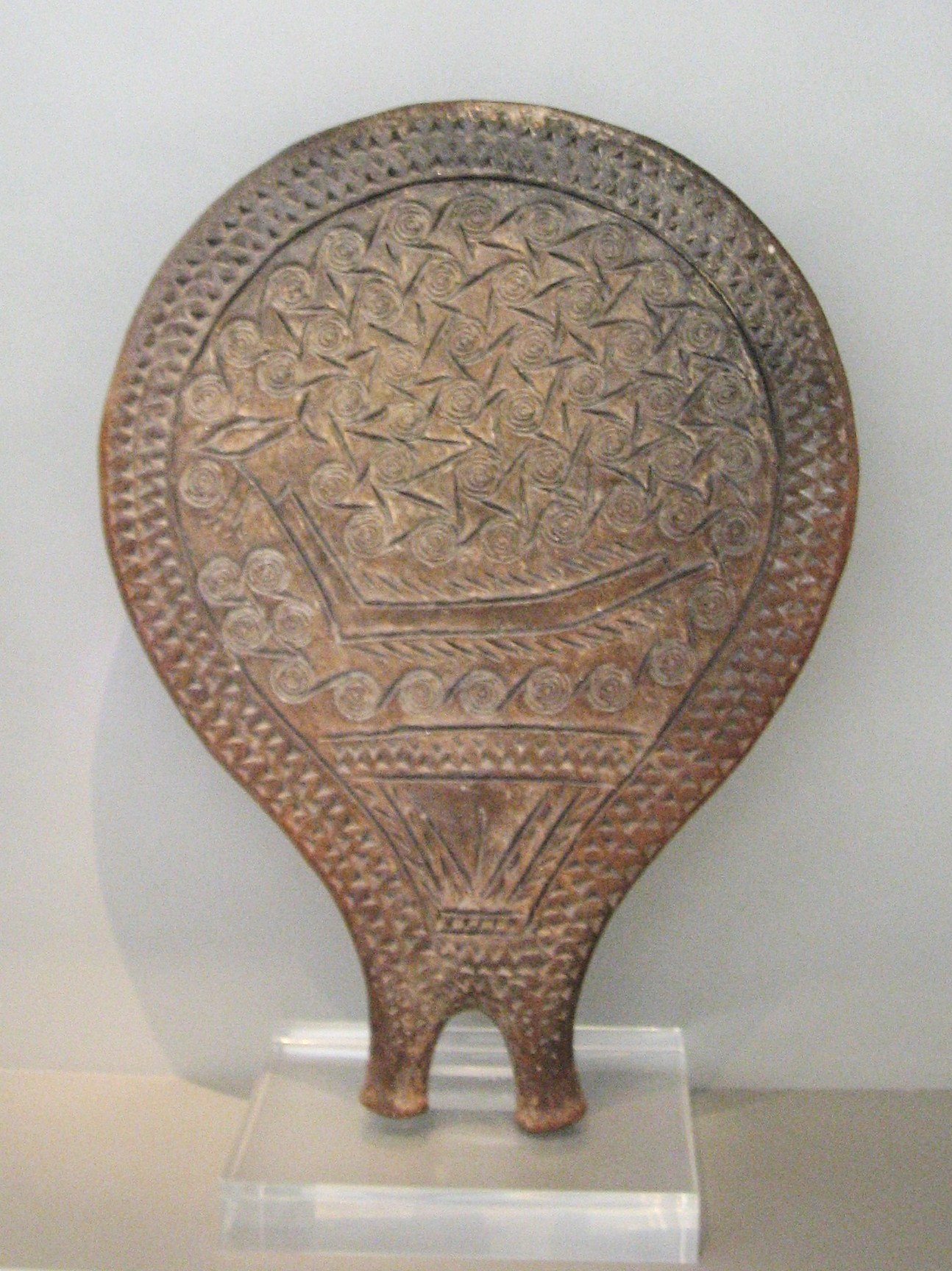
Boden der Griffschale (NAMA 4974) mit Schiffsdarstellung und geometrischen Mustern
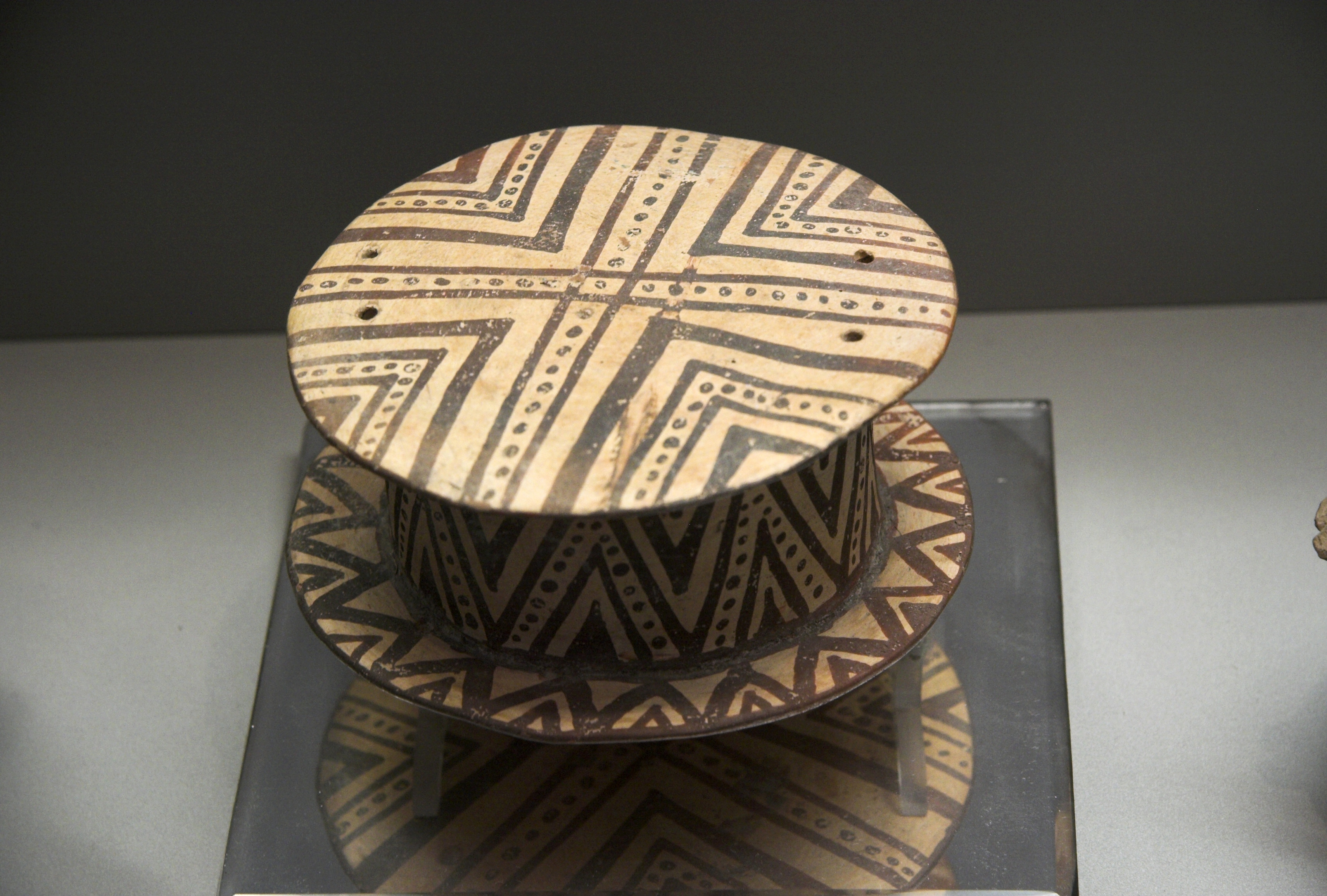
Spulenförmige Pyxis aus Chalandriani, Syros

Ebenfalls aus Marmor bestehen die Kykladenidole der Epoche. Sie variieren sehr in der Größe. Sie reicht von wenigen Zentimetern, wie in den früheren Kulturen seit der Jungsteinzeit, bis zu beinahe Lebensgröße. Charakteristisch sind die stark stilisierten, aber trotzdem ausdrucksstarken Gesichter. Typische Gestalten sind menschliche Figuren mit vor dem Bauch gefalteten Händen. Diese kommen überwiegend in weibliche Form, ausnahmsweise auch als Männer vor. Zwei dieser Figuren sind die bisher einzigen, auf denen Spuren einer Bemalung mit blauen und roten Pigmenten gefunden wurden. Daneben gibt es Darstellungen von Kriegern mit Dolchen und sitzenden Figuren, eine mit einem Kelch in der Hand. Einige Figuren gehören zu Gruppen, rätselhaft ist die Funktion von zwei Frauenfiguren, von denen eine mit ihren Füßen auf den Schultern der anderen steht.

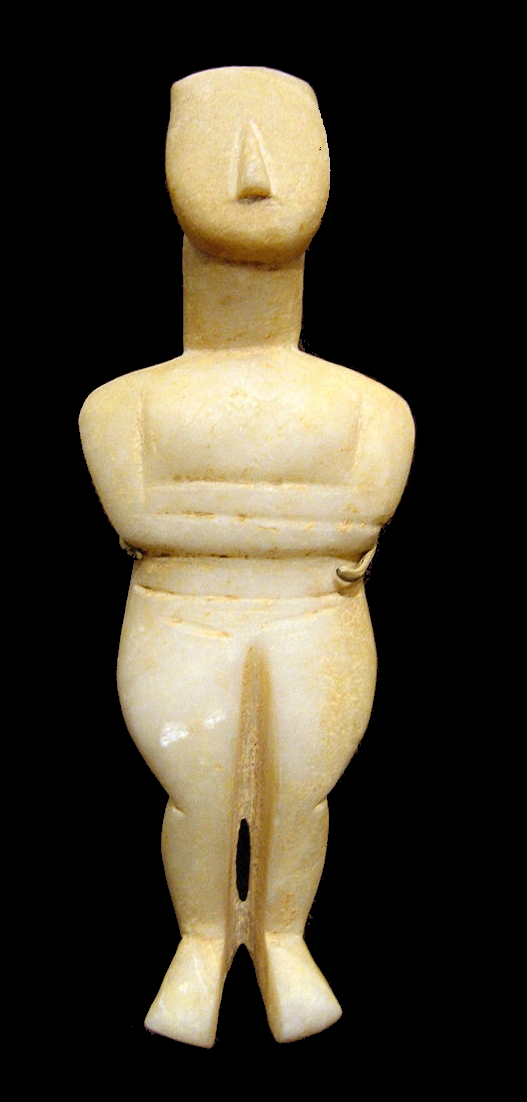
Kykladenidol früher „Spedos-Typ“, Goulandris Museum Athen
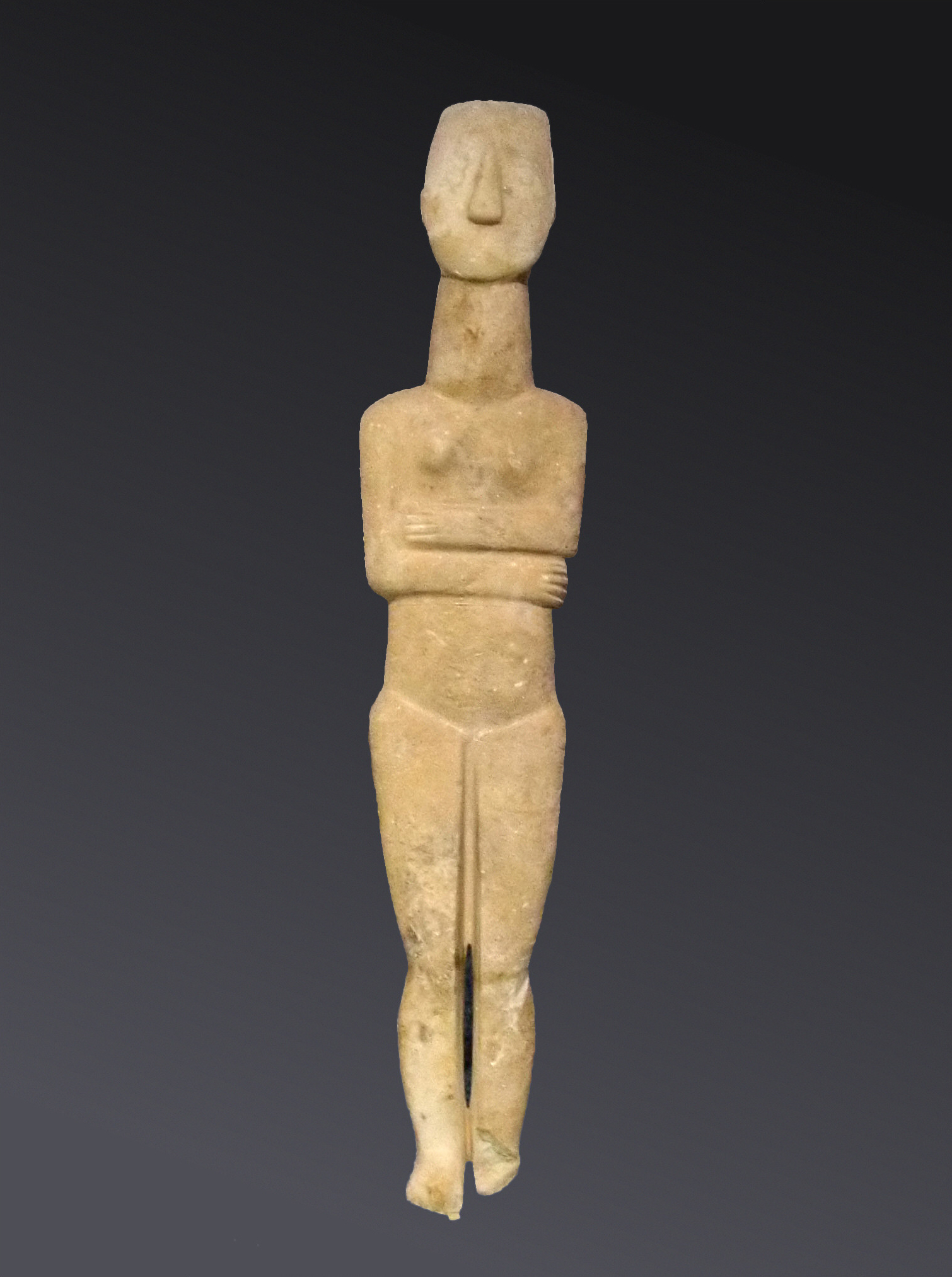
Idol vom zentralen „Spedostyp“, 89 cm, Badisches Landesmuseum Karlsruhe
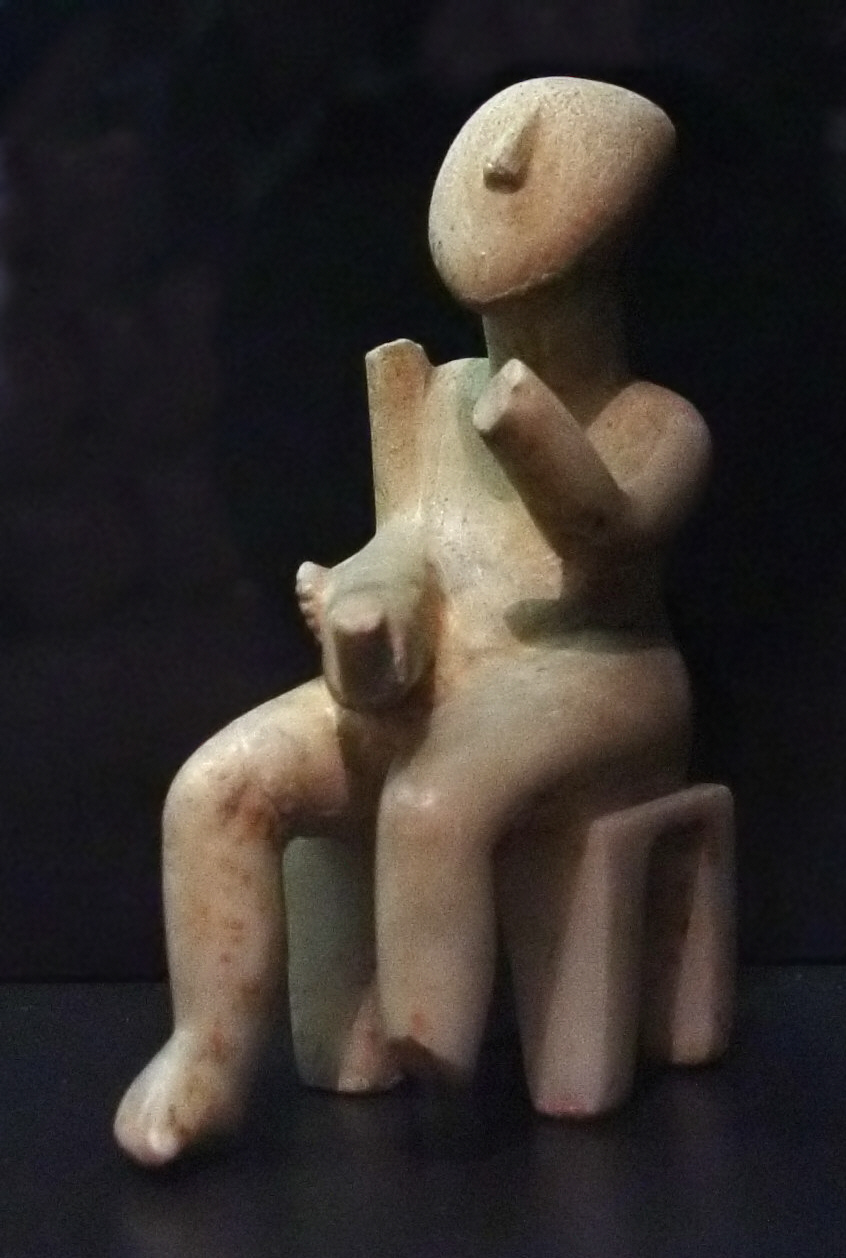
Harfenspieler 15,6 cm, Fundort Santorini, Badisches Landesmuseum Karlsruhe
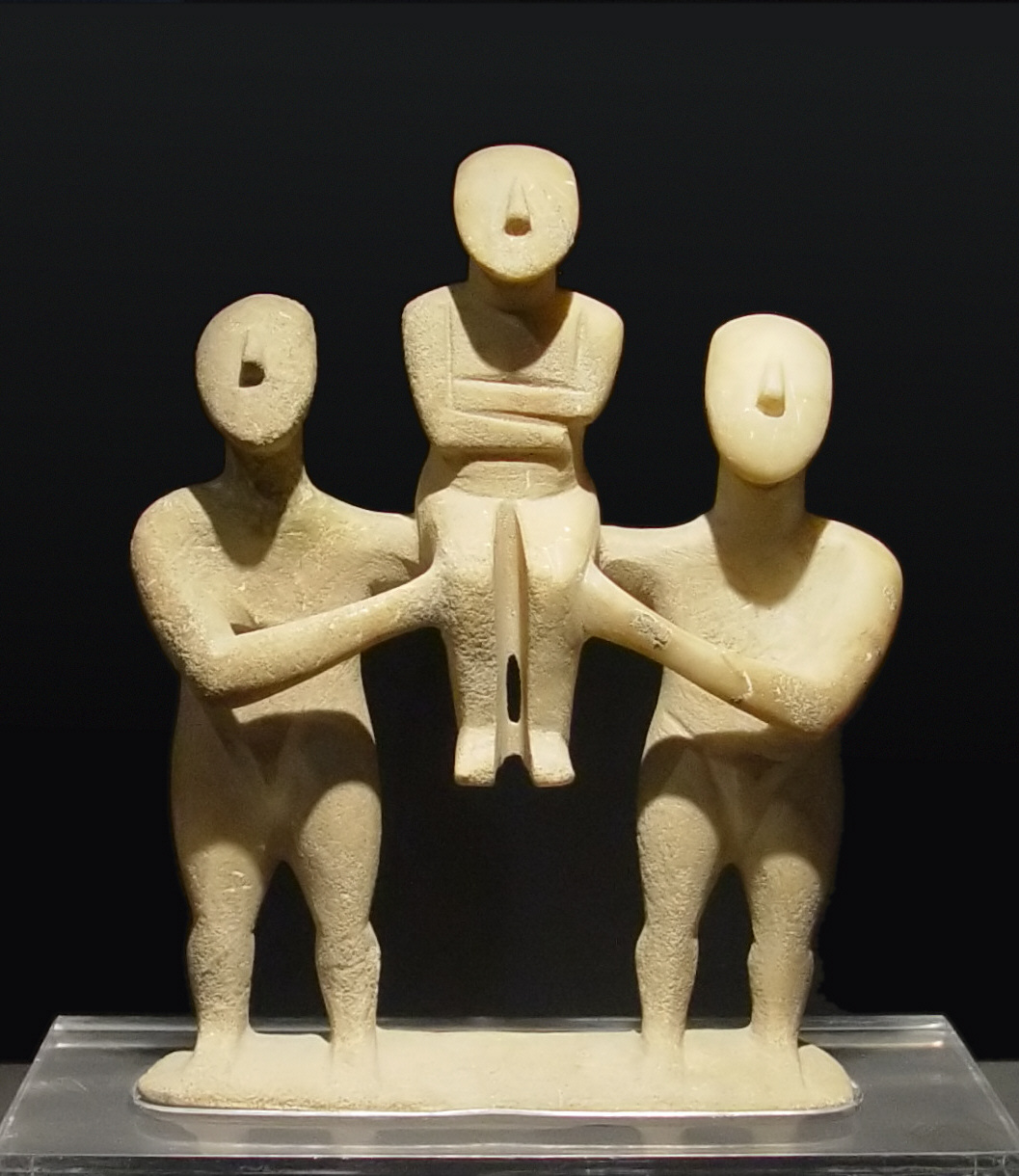
Figurengruppe Höhe 19 cm, Badisches Landesmuseum Karlsruhe

Erstmals treten auch figürliche Darsteller von Musikern auf. Einfach gehalten sind stehende Flötenspieler. Den Höhepunkt künstlerischer Arbeiten stellen Figuren sitzender Harfenisten dar.
Metall findet erstmals weite Verbreitung. In allen Siedlungen gibt es Grabbeigaben in Form von Dolchen und Werkzeugen wie Meißel, Pinzetten und Angelhaken. Auch Fibeln wurden aus Bronze und Silber, sowie Bein gefertigt. Sie haben oft mit Tierfiguren geschmückte Köpfe. Die Erze stammten von der Insel Sifnos und dem attischen Festland.

## Kulturelle Beziehungen
Die Keros-Syros-Kultur ist klar als Nachfolger von Grotta-Pelos zu erkennen. Handelsbeziehungen der Kykladenbewohner reichen in der Zeit auf das griechische Festland, nach Kreta, wohin Kykladenfiguren exportiert wurden, die die lokalen Künstler stark beeinflussten und nach Kleinasien. Funde in den Schichten Troja I und Troja II beweisen einen Austausch bis in den Nordwesten Kleinasiens.
Zeitlich auf die Keros-Syros-Kultur folgt die Kastri-Kultur des 24. bis 21. Jahrhunderts v. Chr. In dieser Zeit kommen neue keramische Techniken auf und die Siedlungen bekommen Befestigungsanlagen.